# Silkeborg Bunker Museum
Silkeborg Bunker Museum er et bunkermuseum etableret i 1995 ved det gamle kursted Silkeborg Bad i den sydvestlige del af Silkeborg. 
Museet blev grundlagt af medlemmer af Registreringsgruppe Silkeborg under Skov- og Naturstyrelsens befæstningsregistreringsprojekt (1987 - 1998) og fortæller historien om hovedkvarteret for den tyske besættelsesmagts øverstkommanderende i Danmark (Wehrmachtsbefehlshaber Dänemark), som lå her fra 5. november 1943 til  afslutningen af besættelsen i 1945. Hovedkvarteret fungerede frem til 6. juni 1945, da det under allieret opsyn også organiserede hjemsendelsen af de tyske besættelsestropper.
Udstillingen er indrettet i en tidligere mandskabsbunker, der er én af omkring 40 bunkere og andre anlæg, som blev bygget i forbindelse med hovedkvarteret. Foruden museumsbunkeren er flere andre bunkere tilgængelige – nogle dog kun under ledsagelse af en af museets guider. 
Før det flyttede til Silkeborg, lå det tyske militære hovedkvarter på Nyboder Skole i København, hvor der blev anlagt to store bunkere med metertykke betonmure dybt under jorden ved siden af skolen. Bunkerne findes stadig.
Museet, som drives af Foreningen bag Silkeborg Bunkermuseum (BUMUS), er med undtagelse af vintermånederne åbent hver søndag fra kl. 13 til kl. 16. Hele året kan der efter aftale arrangeres særåbninger og guidede ture til nogle af de øvrige bunkere.